# Provinciale weg 587
De provinciale weg N587 was voorheen de weg die van Meerssen naar Valkenburg leidde, parallel aan de A79. De nummering is inmiddels komen te vervallen.